# Aeroporto Internacional General Mariano Matamoros
O Aeroporto Internacional General Mariano Matamoros ou Aeroporto Internacional de Cuernavaca (Código IATA: CVJ - Código OACI: MMCB - Código DGAC: CVJ), é um aeroporto localizado a 16 quilômetros de Cuernavaca, Morelos, no município de Temixco, próximo à Cidade de México.
É parte do Sistema Metropolitano de Aeroportos, e é operado pelo Aeroporto de Cuernavaca, S.A. de C.V., uma empresa de participação estatal majoritária.

## Informação
Em fevereiro de 2008, foi outorgado o título de concessão para a operação deste aeroporto, sendo que em janeiro de 2009, foi publicado o decreto presidencial com o que se internacionalizou este aeródromo civil, se iniciando os trabalhos de  modernização.
Conta com uma superfície de aproximadamente 110 hectares, e sua plataforma para a aviação comercial é de 21,180 metros quadrados; além disso, tem três posições e uma pista de 2.8 quilómetros de longitude, apta para receber aviões tipo Boeing 737 e Airbus A320. Possui estacionamiento próprio, com capacidade de 77 vagas e oferece o serviço de transportación terrestre.
O aeroporto foi o principal centro de conexões de Aerolíneas Internacionales antes de encerrar as operações em 2003.
Foi nomeado por causa do General Mariano Matamoros, um sacerdote liberal mexicano, que participou na guerra de Independência de México.
No final de 2012, a companhia aérea mexicana Volaris suspendeu a rota para Tijuana, da mesma forma, a companhia aérea de baixo custo Viva Aerobus cancelou em 2013 as rotas para Monterrey e Cancún.
Para 2021, Cuernavaca recebeu 3,627 passageiros, segundo dados publicados pela Agencia Federal de Aviación Civil.
A companhia aérea TAR iniciou operações em março de 2016, com voos comerciais a Guadalajara e Monterrey; reativando assim as operações comerciais do aeroporto, os quais foram finalizados em março de 2017, ficando novamente sem operações comerciais.
Seu horário oficial de operação é de 7:00 às 19:00 horas.

## Antigas rotas
| Cidade                                   | Aeroporto                              | Aerolíneas                          |
| Norteamérica                             | Norteamérica                           | Norteamérica                        |
| ---------------------------------------- | -------------------------------------- | ----------------------------------- |
| México México (5 destinos, 5 aerolíneas) |                                        |                                     |
| Cancún                                   | Aeroporto Internacional de Cancún      | Viva Aerobus                        |
| Guadalajara                              | Aeroporto Internacional de Guadalajara | Alma de México / TAR                |
| Monterrey                                | Aeroporto Internacional de Monterrey   | Alma de México / TAR / Viva Aerobus |
| Oaxaca                                   | Aeroporto Internacional Xoxocotlán     | Avolar                              |
| Tijuana                                  | Aeroporto Internacional de Tijuana     | Avolar / Volaris                    |

## Estatísticas

### Passageiros

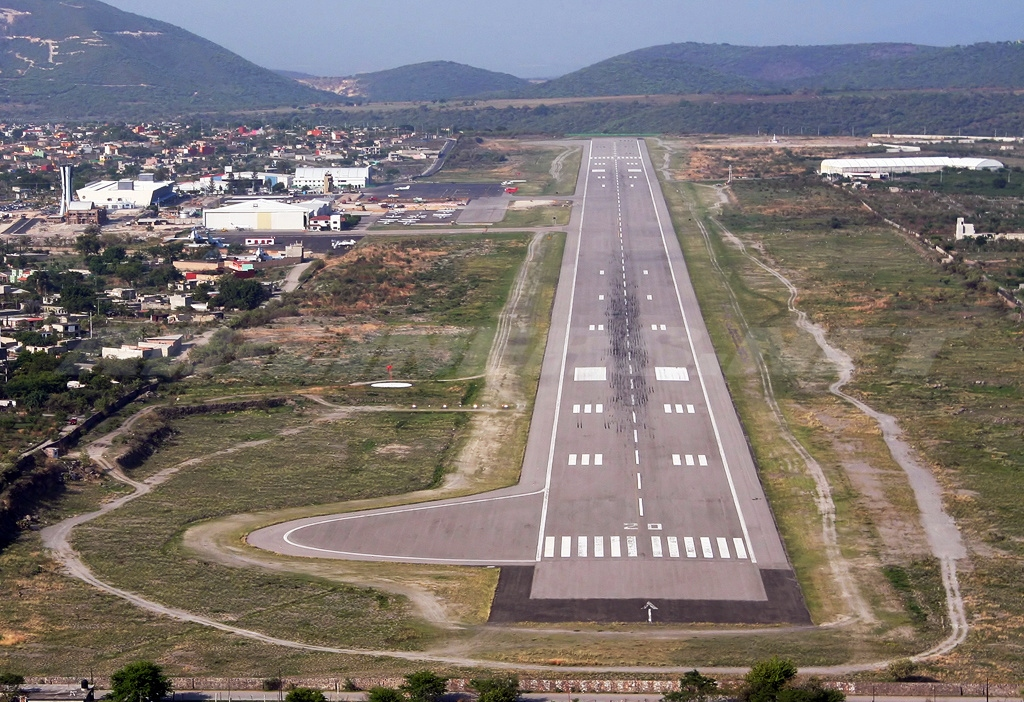
Pista de aterrissagem do aeroporto.

Segundo dados publicados pela Agencia  Federal de Aviación Civil, em 2020, o aeroporto recebeu a 2,571 passageiros, enquanto em 2021, o aeroporto recebeu 3,627 passageiros. 
| Año  | Pasajeros Totales | cambio en % | Movimiento de carga (t) | Operaciones aéreas |
| 2006 | 33,209            | Estável     | -                       | 10,299             |
| 2007 | 132,938           | 300.30%     | -                       | 14,750             |
| 2008 | 86,164            | 35.18%      | -                       | 16,662             |
| 2009 | 4,044             | 95.30%      | -                       | 13,866             |
| 2010 | 10,242            | 153.26%     | 8,086                   | 19,702             |
| 2011 | 35,727            | 248.82%     | 47                      | 13,696             |
| 2012 | 50,874            | 42.39%      | 53                      | 8,409              |
| 2013 | 33,680            | 33.79%      | 20                      | 20,652             |
| 2014 | 6,009             | 82.15%      | 4                       | 15,437             |
| 2015 | 7,448             | 23.94%      | -                       | 19,900             |
| 2016 | 25,522            | 242.66%     | -                       | 17,251             |
| 2017 | 7,047             | 72.38%      | 4                       | 17,636             |
| 2018 | 7,735             | 9.76%       | -                       | 23,348             |
| 2019 | 3,889             | 49.72%      | -                       | 25,188             |
| 2020 | 2,571             | 21.83%      | -                       | 12,464             |
| 2021 | 3,627             | 41.07%      | -                       | 15,876             |
| 2022 | 5,431             |             | -                       | 19,398             |
| ---- | ----------------- | ----------- | ----------------------- | ------------------ |

Ver a consulta original do Wikidata.

## Acidentes e incidentes
- Em 16 de agosto de 2003, una aeronave Piper PA-28-140 Cherokee, com matrícula N1647J, procedente do Aeroporto Internacional de Acapulco, que aterrisou para reabastecer noAeroporto de Chilpancingo, se chocou contra as árvores em um parque de diversões durante sua decolagemdeste último aeroporto com destino ao aeroporto  de Cuernavaca, matando um passageiro e deixando feridos o piloto e a outro passageiro.[2]

- No dia 6 de abril de 2013, partiu do Aeroporto de Cuernavaca a aeronave Cessna 421, com matrícula XB-LBY, rumo ao Aeroporto de Guadalajara, dita aeronave teve uma falha num dos motores, pelo qual tentou fazer um pouso de emergência no Aeroporto de Morelia, mas não conseguiu chegar à pista, chocando-se com os prados que cercam o aeroporto. Os seis ocupantes ficaram feridos, nenhum com gravidade.[3][4]

- No dia8 de dezembro do 2017, uma aeronave Cessna 150, pertencente à Escola de voo Aeropacífico, com matrícula XB-MNB, partiu do Aeroporto Internacional General Mariano Matamoros, num voo de instrução para o Aeródromo de Iguala. A aeronave perdeu contato com a torre pelo que se iniciaram trabalhos de busca, sendo localizada no dia seguinte a 100 metros da pista de aterrisagem em Zacacoyuca, dita aeronave se encontrava incinerada e os 2 tripulantes morreram.[5][6][7]

- No dia 4 de setembro de 2018, uma aeronave Cessna 152, com matrícula XB-NDB,  da Escola de Aviação México,  se chocou contra uma árvore a 7 milhas do Aeroporto de Cuernavaca, enquanto  realizava um voo local, estando o aluno sozinho, deixando este ferido.[8][9]

- No dia 8 de novembro de 2019, uma aeronave Cessna 177B Cardinal, com matrícula XB-JVN, operada pela Escola de Voo Aeronáutica Vitar, que realizava um voo local de treinamento no Aeroporto de Cuernavaca, se precipitou contra a terra, chocando-se contra um terreno baldio sobre o Município de Temixco, matando o instrutor e o aluno.[10][11]

- No dia16 de junho de 2020, uma aeronave Piper PA-44-180 Seminole, com matrícula XB-NWJ, propriedade da Escola de Aviação México, que operava um voo entre o Aeroporto de Cuernavaca e o Aeroporto de Porto Escondido, teve que realizar um pouso de emergência numa praia do município de San Pedro Mixtepec, após sofrer  uma falha mecânica. 2 dos 4 ocupantes ficaram feridos.[12][13][14]

- Em 23 de setembro de 2020, uma aeronave Hawker 800, com matrícula  XB-PYZ, foi subtraída do Aeroporto  Mariano Matamoros, e se chocou emSanta Marta Salinas, Chisec, Alta Verapaz Guatemala, onde tentava aterrisar em uma pista clandestina, no local do acidente foram encontrados alguns pacotes de droga, e deixou um saldo de 2 vítimas fatais.[15]

- Em 5 de janeiro de 2021, uma aeronave Piper PA-28-236 Dakota, com matrícula XB-CFP, operado pela Escola de Voo Aeronáutica Vitar, que realizava um voo local de treinamento, o IFR bateu no Cerro O Jumil, no município de Miacatlán, durante  sua fase de aproximação, causando dano substancial na aeronave. Os dois ocupantes saíram ilesos.[16][17]

- EM7 de janeiro de 2021, uma aeronave Diamond DÁ 20-C1 Eclipse, com matrícula XB-LRB pertencente à Escola de Aviação México, que  realizava um voo local de treinamento, realizou uma aterrisagem in controlada, causando danos no nariz e na hélice, bem como um parada no motor. O piloto sobreviveu.[18]

- Em 27 de dezembro de 2021, uma aeronave Cessna 172G Skyhawk, com matrícula XB-ABJ, propriedade do Centro de Adiestramiento Aeronáutico Profesional (CAAP), que operava um voo de treinamento entre o Aeroporto de Cuernavaca e o Aeroporto de Tehuacán, teve que realizar um pouso de emergência sobre o município de Atexcal, após perceber-se uma vibração intensa aparentemente causada pela fratura de uma pá da hélice. A aeronave aterrisou num campo de cultivo, no entanto, as condições do terreno fizeram virar o avião, causando ferimentos no instrutor e no estudante.[19][20]

- Em 28 de março de 2022, uma aeronave Beechcraft C90A King Air, com matrícula N426EM, propriedade do Bank of Utah, que operava um voo entre o Aeroporto de Acapulco e o Aeroporto de Povoa, se chocou contra um supermercado de Bodega Aurrera, em Temixco, após solicitar aterrisar no Aeroporto de Cuernavaca. A aeronave sofreu falha em ambos motores, precipitando-se à terra e chocando-se contra o referido imóvel, matando 3 de seus 5 ocupantes.

- Em 1 de novembro de 2023, uma aeronave Learjet 35A, com matrícula XA-IRE, operada por Jet Rescue Air Ambulance, que realizava um voo entre o Aeroporto de Toluca e o Aeroporto de Cuernavaca, sofreu uma excursão de pista depois de aterrisar neste último, chocando-se e incendiando-se, o que deixou um saldo de 4 vítimas mortais.[21][22]

## Aeroportos próximos
Os aeroportos mais próximos são:
- Aeroporto Internacional Lic. Adolfo López Mateos (59km)
- Aeroporto Internacional da Cidade de México (69km)
- Aeroporto Internacional de Povoa (99km)
- Aeroporto Internacional Felipe Anjos (106 km)
- Aeroporto Internacional General Francisco J. Múgica (215km)
- Aeroporto Intercontinental de Querétaro (221km)

## Galeria

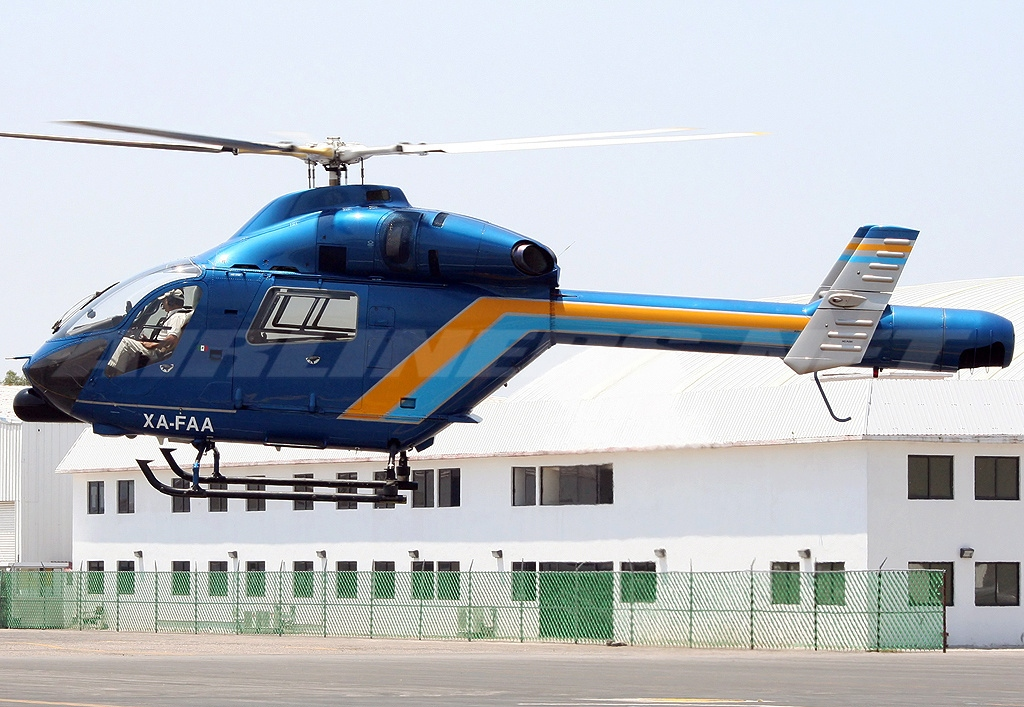
McDonell Douglas MD-900 Explorer(XA-FAA) sobre o aeroporto.
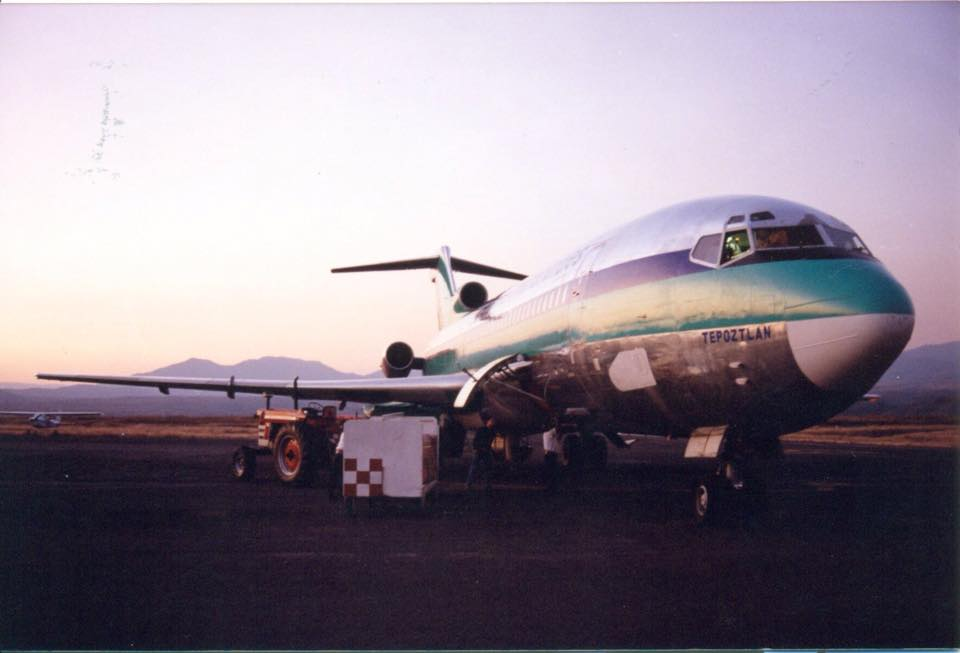
Boeing 727-223deAerolíneas Internacionais (XA-SPU) no Aeroporto de Cuernavaca.